# David Soul
David Soul, ursprungligen David Richard Solberg, född 28 augusti 1943 i Chicago, Illinois, död 4 januari 2024 i London, Storbritannien, var en amerikansk-brittisk musiker och skådespelare, mest känd för sin roll som "Hutch" i Starsky och Hutch (föregångaren till filmen med samma namn) som var en av de riktigt stora tv-serierna på 1970-talet.

## Karriär
Soul spelade även huvudrollen i Stephen King-miniserien Salem's Lot som också den blev mycket populär i slutet av 1970-talet. Han hade även en roll i Magnum Force med Clint Eastwood.
David Soul hade även en karriär på 1970-talet som sångare då han hade en stor hit med låten "Dont Give Up On Us" som låg etta i många länder, 1:a i 13 veckor på Billboardlistan i USA och fyra veckor på Englandslistan. Han hade även en hit med låten "Silver Lady" som låg etta på Englandslistan i 3 veckor. Han har haft 12 låtar som legat på topp 5. Han har även sjungit låtar som "Going in With My Eyes Open", som blev 2:a på Englandslistan, "Let's Have A Quiet Night In", 8:a på Englandslistan och "It Sure Brings Out The Love In Your Eyes", 12:a på Englandslistan. Därefter sysslade David Soul mer med skådespeleri än musik. Det senaste albumet blev släppt 1997. Han hade en omtalad huvudroll i den kända engelska teatermusikalen Jerry Springer-the opera, där han spelar Jerry Springer.

## Privatliv
David Soul flyttade till London i England i mitten på 1990-talet, och blev en brittisk medborgare 2004.

## Diskografi
Singlar
- 1976 – "Don't Give Up On Us" (UK #1, US #1)
- 1977 – "Going In With My Eyes Open" (UK #2, US #54)
- 1977 – "Silver Lady" (UK #1, US #52)
- 1977 – "Let's Have A Quiet Night In" (UK #8)
- 1978 – "It Sure Brings Out The Love In Your Eyes" (UK #12)

Album
- 1976 – David Soul (UK #2)
- 1977 – Playing to an Audience of One (UK #8)
- 1979 – Band of Friends
- 1982 – Best Days of Our Lives
- 1997 – Leave a Light On

## Filmografi
Film
- 1971 – Johnny Got His Gun
- 1973 – Magnum Force
- 1975 – Dogpound Shuffle
- 1977 – The Stick Up
- 1983 – Through Naked Eyes
- 1985 – The Key to Rebecca
- 1988 – Appointment with Death
- 1989 – Prime Target
- 1994 – Pentathlon
- 2004 – Starsky & Hutch
- 2013 – Filth

Television
- 1967 – Flipper (1 avsnitt)

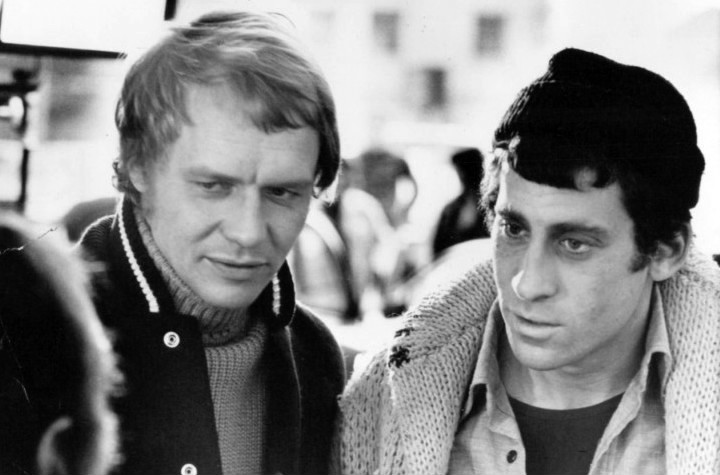
David Soul (vänster) och Paul Michael Glazer i TV-serien Starsky and Hutch. Fotografi från 1975.

- 1967 – Star Trek (avsnittet "The Apple")
- 1968–1970 – Here Come the Brides (52 avsnitt)
- 1971 – All in the Family (1 avsnitt)
- 1973 – Cannon (2 avsnitt)
- 1974 – The Disappearance of Flight 412 (TV-film)
- 1975–1979 – Starsky & Hutch (92 avsnitt)
- 1977 – Little Ladies of the Night (TV-film)
- 1979 – Salem's Lot (TV-film, 2 avsnitt)
- 1980 – Rage! (TV-film)
- 1982 – World War III (TV-film)
- 1983 – Casablanca (5 avsnitt)
- 1983–1984 – The Yellow Rose (22 avsnitt)
- 1985 – The Key to Rebecca (TV-film, 2 avsnitt)
- 1986 – The Fifth Missile (TV-film)
- 1988 – The Secret of the Sahara (4 avsnitt)
- 1988 – In the Line of Duty:The F.B.I Murders (TV-film)
- 1989 – Unsub (8 avsnitt)
- 1989 – Prime Target (TV-film)
- 1991 – Murder, She Wrote (1 avsnitt)
- 2003 – Little Britain (1 avsnitt)